# グレッグ・バーガー
グレッグ・バーガー （Gregg Berger、1950年12月10日 - ） は、アメリカ合衆国の男性声優。ミズーリ州セントルイス出身。

## ノミネート歴
- アニー賞1994年声優賞候補『ダックマン』（コーンフェッド・ピッグ役）[2]

## 出演作品

### テレビアニメ
1982年
- 宇宙海賊キャプテンハーロック（将軍）

1984年
- 戦え!超ロボット生命体トランスフォーマー（グリムロック、スカイファイアー、ロングハウル、ドローン、トルク3）
- 地上最強のエキスパートチーム G.I.ジョー（ファイアフライ、スピリット 他）

1985年
- 宇宙家族ジェットソン（ニュースキャスター）
- マジンガーZ（兜甲児、あしゅら男爵）※3-Bプロダクション版

1986年
- 科学忍者隊ガッチャマン（みみずくの竜、南部博士）
- 戦え!超ロボット生命体トランスフォーマー2010（グリムロック、アウトバック〈第19話のみ〉、ゴールデン・ワン、オラクル）
- UFO戦士ダイアポロン（タケシ）

1988年
- ガーフィールドと仲間たち（オーディー、郵便配達、オーソン・ピッグ 他）

1989年
- ダックテイルズ

1990年
- チップとデールの大作戦（警察オペレーター、医者）

1991年
- 悪魔の毒々モンスター 毒々あにめいしょん（メルヴィン）

1993年
- 太陽の使者 鉄人28号（ブランチ、グーラ）
- トムとジェリーキッズ
- リトル・マーメイド（船長）

1994年
- ダックマン（コーンフェッド・ピッグ）
- ファンタスティック・フォー（モール・マン、レポーター）
- リトル・マーメイド（海賊）

1995年
- ガーゴイルズ（レオ）
- スパイダーマン（セルゲイ・クラヴィノフ / クレイヴン、クエンティン・ベック / ミステリオ ）
- バットマン（ロージー）
- マスク・アニメーション（ニュースキャスター、警官）

1996年
- クワックパック

1997年
- アイアム・ウィーゼル（労働者1）
- ジョニー・ブラボー（アナウンサー）
- スーパーマン（エージェント2）
- メン・イン・ブラック（K〈2代目〉）
- リセス 〜ぼくらの休み時間〜

1998年
- ぎゃあ!!!リアル・モンスターズ（グロンブル）
- スーパーマン（マネージャー）
- ヘイ・アーノルド!（ウィリーの父、警官）

1999年
- バットマン・ザ・フューチャー（コンピューター）

2000年
- ハウス・オブ・マウス（クレイトン）
- バットマン・ザ・フューチャー（パイロット）

2002年
- KND ハチャメチャ大作戦（電話の声）
- 邪悪なコンカルネ（FBI捜査官）

2003年
- パワーパフガールズ（ジャック・ウェンズデー、FBI捜査官、悪人2）

2004年
- アストロボーイ・鉄腕アトム

2005年
- ウィッチ -W.I.T.C.H.-（衛兵）

2007年
- ビリー&マンディ（弁護士）

2009年
- ガーフィールド・ショー（オーディー、スクイーク、ハリー）
- バットマン:ブレイブ&ボールド（マフィアのボス、科学者）

2010年
- ザ・シンプソンズ

2011年
- バットマン:ブレイブ&ボールド（クリーチャー・キング）

2014年
- The Mini Adventures of Winnie the Pooh（イーヨー<2代目>）※再録音版

### 劇場アニメ
1986年
- トランスフォーマー ザ・ムービー（グリムロック）

1998年
- ラグラッツ ムービー（TVアナウンサー）

2001年
- リセス ぼくらの夏休みを守れ!（教師1）

2004年
- クリフォード・ザ・ムービー

### OVA
1999年
- ミッキーのクリスマスの贈りもの（アンダーソン）

2007年
- ガーフィールド3（オーディー）

2009年
- ガーフィールド・ザ・ヒーロー（オーディー）

### ゲーム
- X-メン オフィシャル・ゲーム（ビースト / ハンク・マッコイ）
- エバークエスト2（ナレーター）
- キングダム ハーツII（イーヨー）
- コール オブ デューティ（ムーディ軍曹）
- コール オブ デューティー:ユナイテッド オフェンシブ（ムーディ軍曹）
- サルゲッチュ3（ウッキーレッド）
- スター・ウォーズ エピソード1/ファントム・メナス（ダース・モール、バトルドロイド）
- スター・ウォーズ エピソード1 レーサー（ワン・サンデッジ）
- スター・ウォーズ ジェダイナイト ジェダイアカデミー（ストームトルーパー2）
- スパイダーマン ウェブ オブ シャドウ（キング・ピン）
- 007 ナイトファイア（Q）
- ディシディア ファイナルファンタジー（ジェクト）
- ディシディア デュオデシム ファイナルファンタジー（ジェクト）
- デッドライジング（ブロック・メイソン）
- トランスフォーマー フォール・オブ・サイバートロン（グリムロック）
- ビューティフル ジョー（キャプテンブルー、ナレーター）
- ビューティフル ジョー2（キャプテンブルー、ナレーター）
- ファイナルファンタジーX（ジェクト）
- ファイナルファンタジーX-2（ジェクト）
- メタルギアソリッド3（ザ・ペイン）

### テレビドラマ
1981年
- Lou Grant（レポーター2）

1988年
- L.A.ロー 七人の弁護士（ミッチェル・ノイス）
- パーフェクト・ストレンジャー（店員）

1996年
- そりゃないぜ!? フレイジャー（ゴードンの声）

2012年
- Hot in Cleveland（バリーの声）

### 映画
1978年
- アタック・オブ・ザ・キラー・トマト（軍曹）

1984年
- ラヴ・ストリームス（タクシー運転手）

1990年
- ハロウィン・インベーダー/火星人襲来!?（スチーブ・W・クレムベッカー）

1994年
- ポリスアカデミー7 モスクワ大作戦!（警部）

2006年
- ドリームガールズ（シカゴのDJ）

2008年
- リベンジ 極限制裁（声）

### テレビ映画
1992年
- 立候補/ダーティ・トリックス（記者）

### その他
- アマンダ・ショー
- L.A. Gang Unit（ナレーター）
- セサミストリート（ベルボーイの声）
- トランスフォーマー玩具CM（グリムロックの声）
- Halo Wars（プロモーション映像ナレーション）
- メン・イン・ブラック・エイリアン・アタック（ナレーター）
- ボットコン2011朗読劇（チーター、モーターマスター）

## 参加作品
2007年
- ザ・シンプソンズ MOVIE（スペシャルサンクス）